# 高村站 (山西省)
高村站是一个北同蒲线上的铁路车站，位于山西省太原市阳曲县高村乡，建于1935年，目前为四等站，邮政编码为030106。目前客运：办理旅客乘降；不办理行李、包裹托运；货运：办理整车货物发到；危险货物仅办理农药、化肥发到。

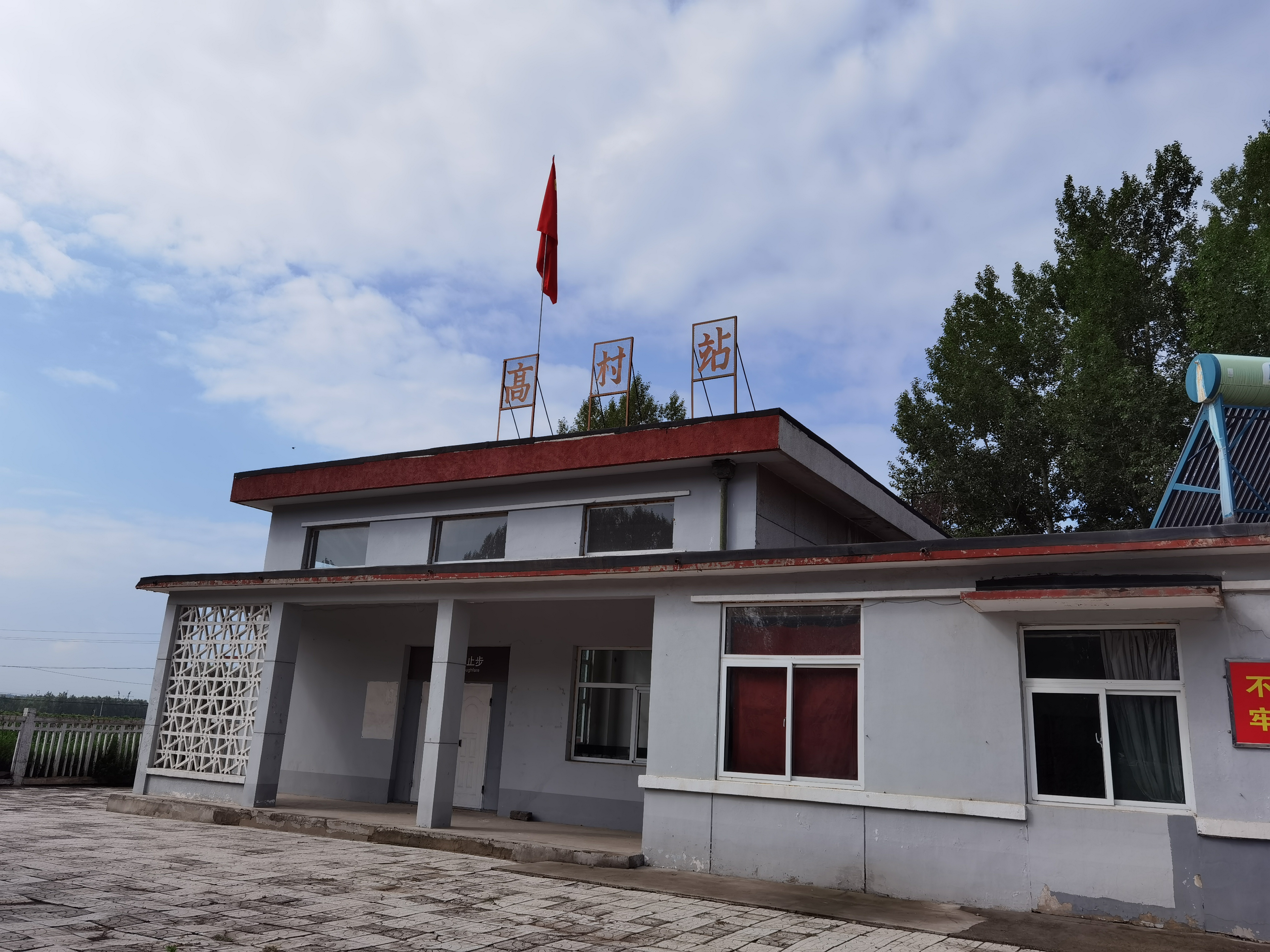
2020年，高村站站房（站场侧）

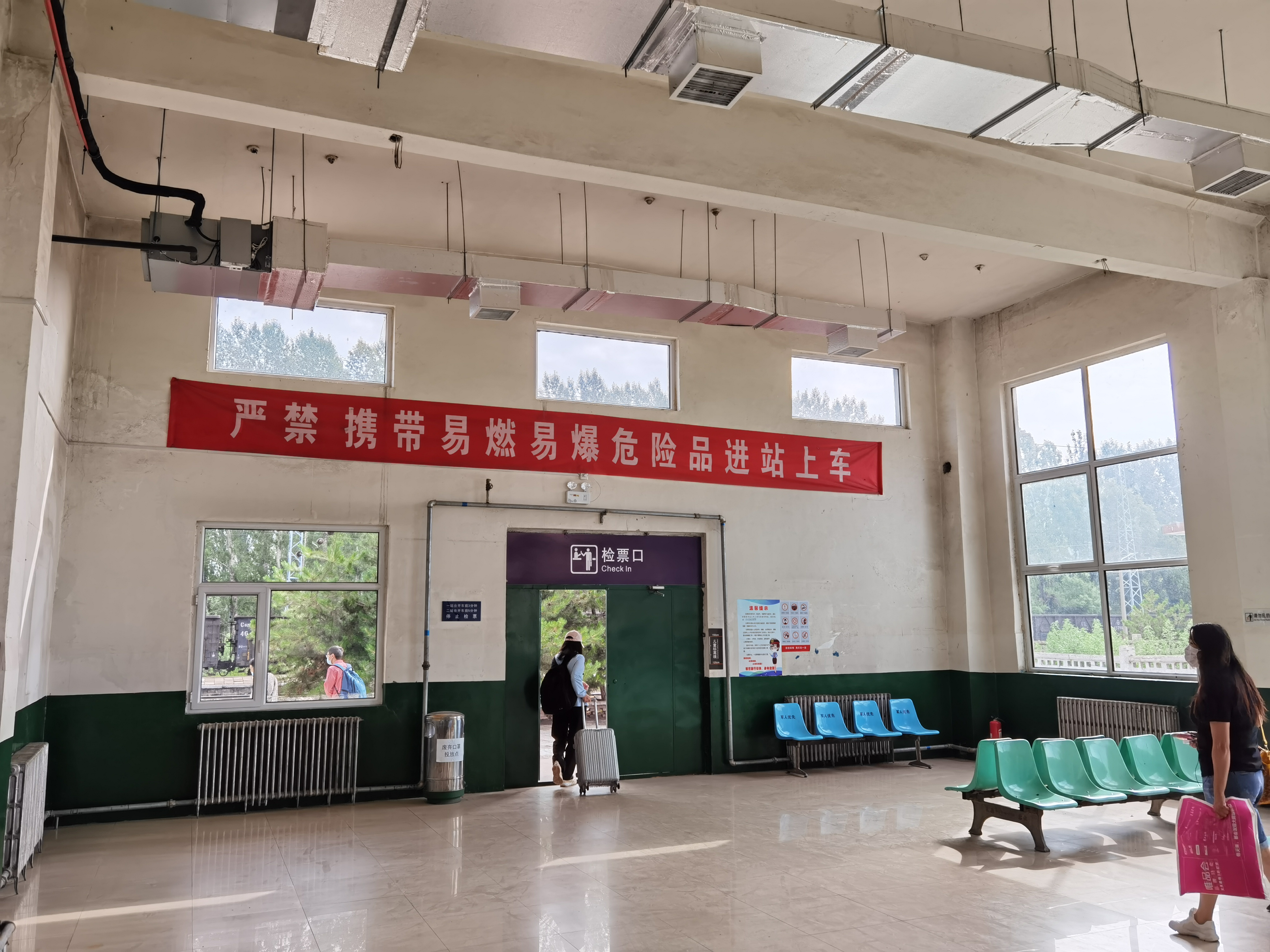
2020年，高村站候车室